# Distretto municipale di Mampong
Il distretto municipale di Mampong (ufficialmente Mampong Municipal District, in inglese) è un distretto della regione di Ashanti del Ghana.
Fino al 2012 si chiamava distretto di Sekyere Ovest.